# 天宮かのん
天宮 かのん（あまみや かのん 1979年12月3日- ）は、日本のAV女優。1990年代後半に活動した。
AV女優引退後は青木里奈名義でデジタルクリエイターとして活動する。

## 出演作品

### アダルトビデオ
1998年
- 恋するカノン（12月30日、芳友舎）

1999年
- 愛しのレイプ魔 発情美乳（1月26日、芳友舎）他5名出演
- 微熱の天使たち（2月21日、芳友舎）他出演:池乃内るり、斎木きな、仙道まりも、愛原ちさと、小川春菜
- 濡れ狂い（3月27日、芳友舎）
- ノーブラ美容師 乳首の誘惑（4月22日、ミス・クリスティーヌ）
- お顔と美乳にザーメンを（6月、エイチエムビー）
- 愛で殺して（6月21日）
- ねらわれた女教師 3（6月22日、ミス・クリスティーヌ）
- どっぴゅん! コスチューム8連発! 4（11月30日、ミス・クリスティーヌ）他出演:小沢まどか、沢山涼子、三咲まお、有賀美穂、美咲留衣、池乃内るり、桐島みう
- 義妹よ! 天宮かのんの真実（12月25日、芳友舎）

2000年
- セブン 第一章 7つの夜の物語（1月1日、ビデオバンク）他出演:白石ひとみ、夢野まりあ、麻宮淳子、有賀美穂、矢沢よう子、草凪純
- AVアイドルぶっかけ制服FUCK! どっぴゅん! コスチューム8連発! 5（2月21日、ミス・クリスティーヌ）他出演:望月ねね、若菜瀬奈、木原れい、南あみ、中山美礼、葉山小姫、宝生奈々
- 全部見せます!（7月10日、ビデオメーカー）
- 乙女のエクスタシー 微熱の天使たち 3（8月25日、芳友舎）他出演:河愛つぐみ、葉山小姫、葵みのり、吉田あゆみ、青木絵里

2002年
- 生生AV現場○裏ドキュメント AVアイドル8人撮影○裏生映像（2月23日、h.m.p）他7名出演
- エロ・まんま（5月21日、ビデオバンク）他出演:桜ことみ、宝生奈々、かとりこのみ
- 現場にオジャマ 突入スペシャル!!!（7月21日、ビデオバンク）他8名出演

2003年
- 狙われた女教師たち（1月21日、ビデオバンク）他9名出演

### Vシネマ
- 下着訪問販売の女（2000年11月21日、Vシネマ）共演:富士とも美、 狩野今日子、渥美佳子 [3]

## テレビ出演
- のりのり天国（サンテレビ）